# Нанголо Мбумба
Нанголо Мбумба (англ. Nangolo Mbumba, урод. Генріх Кляйн Нанголо, нім. Heinrich Klein Nangolo; нар. 15 серпня 1941, Олуконда, Південно-Західна Африка) — намібійський політичний і державний діяч, з 8 лютого 2010 року — віцепрезидент Намібії, з 4 лютого 2024 р. — виконувач обов'язків президента країни після смерті Хаге Гейнгоба. Член СВАПО обіймав посаду генерального секретаря цієї політичної організації у 2012—2017 роках.

## Біографія
Освіту здобув у 1971 році в Південному університеті штату Коннектикут та у 1973 році в Університеті Коннектикуту. Після цього викладав у Гарлемській підготовчій школі в Нью-Йорку. У 1978 повернувся на батьківщину.
Займав низку відповідальних державних постів. У 1985—1987 роках працював заступником міністра освіти та культури. Був особистим секретарем голови СВАПО Сема Нуйоми.
З 1993 року — член Національної асамблеї Намібії. Тоді ж очолив низку міністерств, у тому числі міністерство сільського господарства, водних ресурсів та розвитку сільських районів (1993—1996), міністерство фінансів (1996—2003), міністерство інформації та радіомовлення (2003—2005), міністерство освіти (2005—20) та міністерство безпеки (2010—2012).
8 лютого 2018 року обійняв посаду віцепрезидента Намібії.